# Eddie Lang

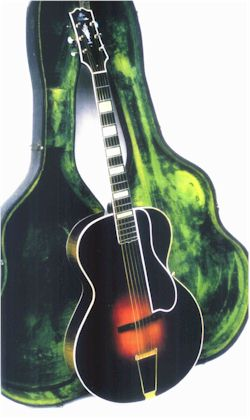
Eddie Langs Gibson L5-gitarr.

Eddie Lang, född Salvatore Massaro 25 oktober 1902 i Philadelphia i Pennsylvania, död 26 mars 1933 i New York, var en amerikansk jazzgitarrist.
Lang fick sitt genombrott som gitarrist i Mound City Blue Blowers 1924. Han spelade under de följande åren med violinisten Joe Venuti och med Red Nichols, Frank Trumbauer, Bix Beiderbecke, Jimmy Dorsey Tommy Dorsey, Louis Armstrong (Knockin' a Jug där även Jack Teagarden medverkade) och Benny Goodman.
Med Joe Venuti gjorde han bland annat Wild Cat, Sunshine och Dinah. 1928-1929 spelade han dessutom in duetter med bluesgitarristen Lonnie Johnson (Two Tone Stomp, Bullfrog Moan med flera). Från 1926 och framåt spelade han i orkestrar ledda av Roger Wolfe Kahn (där han kan höras med Jack Teagarden i She's a Great, Great Girl 1928), Jean Goldkette samt 1930-1931 med Paul Whiteman (och medverkar i filmen Jazzkungen).
Han var husgitarrist hos Okeh 1926 till 1933 och ackompanjerade många av deras sångare (Cliff Edwards, Seger Ellis, Victoria Spivey och Texas Alexander). 1931-1932 ackompanjerade han Boswell Sisters i ett antal av deras inspelningar. 1931 ackompanjerade han Bing Crosby i dennes inspelning av Stardust och fortsatte sedan som hans fasta ackompanjatör till sin död 1933. 1933 avled han i sviterna av en misslyckad halsoperation.